# Баумгартен-ан-дер-Марх
Баумгартен-ан-дер-Марх (нем. Baumgarten an der March) — небольшое поселение в австрийской коммуне Вайден-ан-дер-Марх, на северо-востоке страны. Расположено в 1,5 километрах от австрийско-словацкой границы. Население — 192 жителя.

## Газораспределительная станция

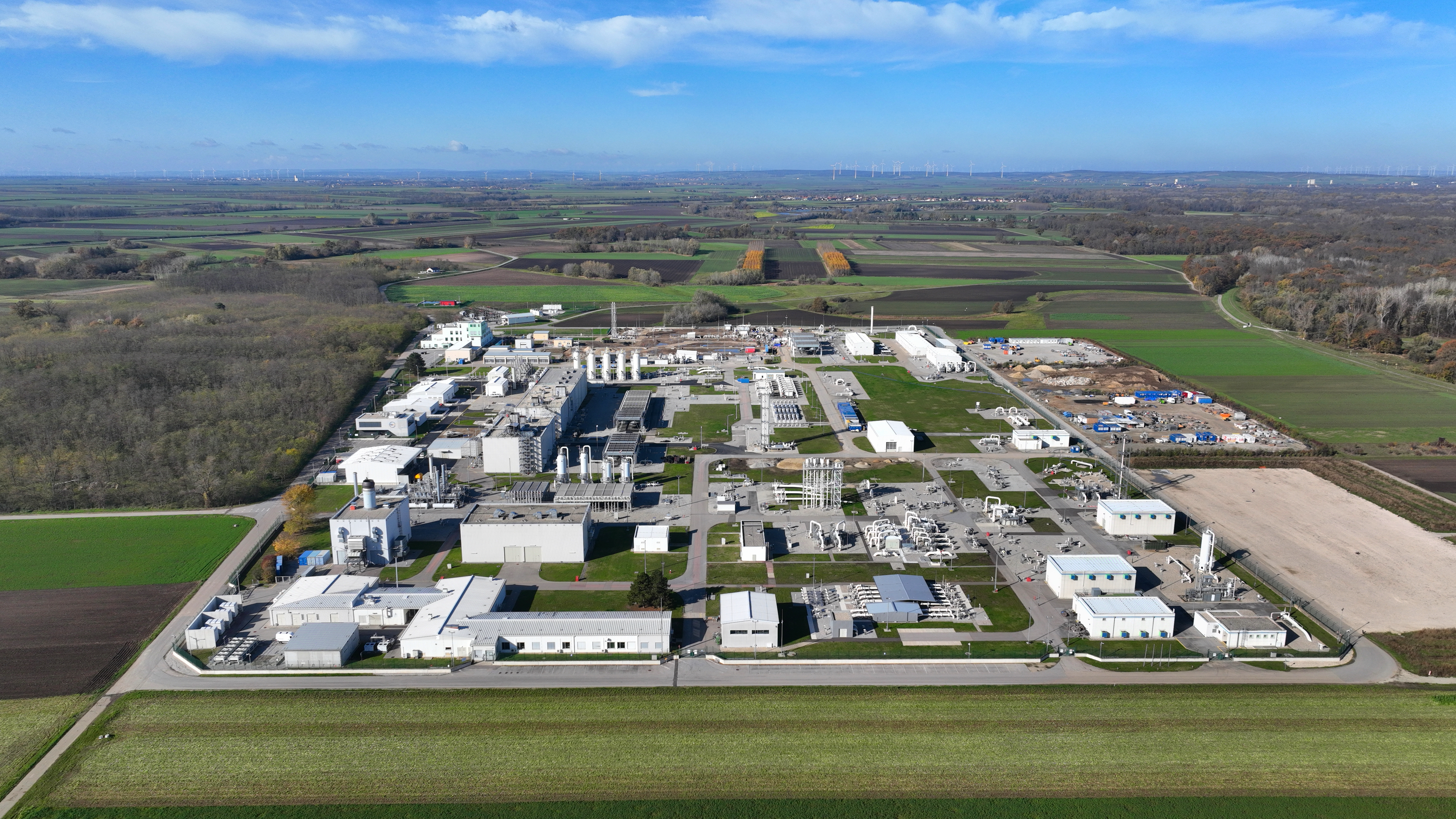
Газоприёмное оборудование компаний Gas Connect Austria (нем.)

Основные существующие и планируемые газопроводы, поставляющие российский газ в Европу.

Баумгартен играет важную роль в Европейском энергетическом секторе. Баумгартенский газораспределительный центр построен как Центральный пункт сбора отработанного Цверндорфского газового месторождения и введён в эксплуатацию в 1959 году. Первые газовые поставки из России были получены в 1968 году. За последние несколько десятилетий хаб Баумгартен стал одной из самых важных европейских газораспределительных станций. Каждый год около 40 млрд кубометров газа распределяются из хаба Баумгартен по Восточной Австрии и по Западной, Южной и Юго-Восточной Европе.
Газоприёмное оборудование компаний Gas Connect Austria и TAG Gmbh, оператора Trans Austria Gasleitung, находится на территории площадью 18 гектаров. Оборудование включает фильтры-сепараторы, газовые сушилки блоков, несколько компрессорных установок (некоторые из них электрические), охладители газа и измерительные приборы. Поступающий газ сжимается и затем нагнетается в трубопроводы West Auastria-Gasleitung (WAG) и TAG. Часть газа транспортируется в Венгрию, по Hungaria Austria Gasleitung (HAG).
Запасы газа хранятся в подземных сооружениях в Таллесбрюнне и Шёнкирхене, оба из которых являются истощёнными газовыми месторождениями. Импортный газ закачивается в эти хранилища.
Есть также подземные хранилища в Танне и Пухкирхене в Верхней Австрии, и в Хайдах-бай-Штрасвальхен на границе Зальцбурга и верхней Австрии. Складские помещения в Пухкирхене и Хайдахе эксплуатируются Rohöl-Aufsuchungs aktiengesellschaft (RAG). Общий объём газа в хранилище достаточен, чтобы покрыть годовое потребление Австрии.
12 декабря 2017 на территории станции произошёл взрыв, в результате которого один человек погиб и 21 получил ранения. В результате взрыва поставки газа из Баумгартена на юг Европы ненадолго прекратились, что вынудило Италию объявить чрезвычайное положение.